# Jordskælv i Herat 2023
Jordskælvene i Herat i 2023 var en serie jordskælv i den afghanske by Herat. Det første fandt sted klokken 11:11 AFT (lokal tid) 7. oktober 2023 nær byen Herat i det vestlige Afghanistan. Det næste skælv fandt sted ca. ½ time senere.
Et tredje skælv fandt sted den 11. oktober 2023 i samme område.
Jordskælvene efterlod mange døde, sårede og savnede.